# Aaron Altaras
Aaron Altaras (Berlino, 21 novembre 1995) è un attore tedesco.

## Biografia
Aaron Altaras è figlio d'arte. I suoi genitori sono l'attrice Adriana Altaras e il compositore Wolfgang Böhmer. Ha raggiunto la notorietà in Germania nel 2006, con il film per la televisione "Nicht alle waren Mörder" ("Non tutti erano assassini"). Nel film, interpretava la parte del protagonista Michael Degen, autore dell'omonimo libro autobiografico, bambino ebreo nella Germania nazista.
Nel film "Mario", Aaron è Leon Saldo, giovane promessa del calcio tedesco che rischia di compromettere la sua carriera per una storia d'amore con un compagno di squadra.
Il successo internazionale arriva con la miniserie Netflix Unhortodox, in cui interpreta Robert, uno studente dell'accademia di musica di cui si innamora la protagonista Esty.

## Filmografia

### Cinema
- Höllenritt, regia di Martin Busker (2008) - corto
- Das Leben ist zu lang, regia di Dani Levy (2010)
- Gli invisibili (Die Unsichtbaren), regia di Claus Räfle (2017)
- Mario, regia di Marcel Gisler (2018)
- O Superman, regia di Plamen Valkov (2019) - corto

### Televisione
- Mogelpackung Mann, regia di Udo Witte (2004)
- Wenn der Vater mit dem Sohne, regia di Udo Witte (2005)
- Nicht alle waren Mörder, regia di Jo Baier (2006)
- Tatort – serie TV, episodi 1x2 (2008-2010)
- Die Kinder von Blankenese, regia di Raymond Ley (2010)
- Heiter bis tödlich - Hauptstadtrevier – serie TV, episodi 2x1 (2014)
- Der Usedom-Krimi – serie TV, episodi 1x1 (2014)
- Ein starkes Team – serie TV, episodi 1x1 (2015)
- Squadra Speciale Stoccarda (SOKO Stuttgart) – serie TV, episodi 1x5 (2015)
- 9 Tage wach, regia di Damian John Harper (2020)
- Unorthodox, regia di Maria Schrader (2020)